# Tatra T3-WPA
Tatra T3-WPA – typ tramwaju, który powstał w wyniku modernizacji czechosłowackiego tramwaju Tatra T3SU. Przebudowę na typ T3-WPA przeprowadzono w Wagonoremontnym zawodzie (WARZ) w ukraińskim Charkowie. W 2009 r. powstały cztery tramwaje tego typu.

## Nazwa
Nazwa T3-WPA pochodzi z połączenia oryginalnego oznaczenia producenta: T3 z dodatkowymi trzema literami poprzedzonymi łącznikiem.
| Znak | Opis                 |
| ---- | -------------------- |
| T    | tramwaj silnikowy    |
| 3    | trzeci z kolei model |
| W    | wagon                |
| P    | pasażerski           |
| A    | napęd asynchroniczny |

## Modernizacja
Modernizacja objęła wykorzystanie używanych kratownic i nadwozi Tatr T3SU. Zamontowano w nich:
- nowe wózki i silniki asynchroniczne;
- nową aparaturę elektryczną z tranzystorami IGBT;
- system informacji pasażerskiej;
- opływowe czoła z tworzyw sztucznych;
- dwuczęściowe drzwi obrotowe;
- nowe oświetlenie przedziału pasażerskiego.

Po zakończeniu remontu czterech wagonów władze Charkowa zdecydowały się nie remontować w tym standardzie następnych T3 i zamiast tego podjąć działania mające na celu zakup używanych tramwajów z Unii Europejskiej.
| Państwo        | Miasto         | Typ            | Lata modernizacji | Liczba | Numery taborowe |       |
| -------------- | -------------- | -------------- | ----------------- | ------ | --------------- | ----- |
| Ukraina        | Charków        | T3-WPA         | 2009              | 4      | 4107–4110       | [ 6 ] |
| Łączna liczba: | Łączna liczba: | Łączna liczba: | Łączna liczba:    | 4      |                 |       |

## Eksploatacja
Po zakończeniu modernizacji tramwaje wprowadzono do ruchu liniowego. Już w 2012 r. odstawiono wagon nr 4110, a w 2016 r. odstawiono wagony nr 4107 i 4108; powodem był brak części zamiennych. Ostatni wagon nr 4109 przeszedł remont w 2018 r. i kursował do marca 2022 r., kiedy został zniszczony wskutek inwazji wojsk rosyjskich na Ukrainę i bombardowań zajezdni na Sałtiwce. 